# جوجل ناو
جوجل ناو أو جوجل الآن (بالإنجليزية: Google Now) هو تطبيق لأنظمة أندرويد وآي أو إس في شكل مساعد شخصي ذكي يعمل بكل من بتقنية التعرف على الكلام ومعالجة اللغات الطبيعية وكذلك التصنيع الصوتي للإجابة على طلبات وأوامر المستخدمين شفويا أو كتابيا وتقديم التوصيات وتنفيذ عدة طلبات باستعمال الأنترنت. تم تضمين جوجل ناو بشكل افتراضي في الإصدار 4.1 لأندرويد وكان ذلك أول مرة على هاتف جالاكسي نكسس.

## طريقة العمل والخدمات
واجهة جوجل ناو تتكون من شريط بحث وعدة خرائط وبطاقات التي تقدم أجوبة منسقة وواضحة على طلبات المستخدمين، ومن الخدمات التي يقدها التطبيق عند الطلب شفاهيا:
- تحويل العملة.
- تعريف وترجمة الكلمات.
- جداول وأوقات الرحلات.
- جداول أوقات عروض السينما.
- المواعيد المقبلة (عبر جوجل كاليندر).
- تحديد الأماكن جغرافيا (عبر خرائط جوجل).
- أوقات النقل الجماعي (عبر خرائط جوجل).
- التنبيهات المرورية (عبر خرائط جوجل).
- النتائج الرياضية.
- المسارات بين مكان العمل والمنزل (عبر خرائط جوجل).
- حركة البورصة (عبر جوجل فينانس).
- الطقس والأحوال الجوية مباشرة.
- الأحداث.
- جديد الأفلام وألعاب الفيديو والكتب والتلفزيون.
- الحفلات.

عندما تكون إحدى الطلبات من الصعب أو من المستحيل تحقيقها يقوم التطبيق بإخراج النتائج العادية في محرك جوجل البحثي. يعتمد التطبيق على جمع وتحليل عدة معلومات مسجلة عن المستخدم وتقوم بإعطاء نتيجة البحث قبل طلبه من المستخدم نفسه أي التوقع أو التنبؤ.

## التاريخ
في أواخر 2011، أكدت عدة إشاعات أن جوجل تحضر لإخراج تطبيق مشابه لتطبيق سيري (مطور من قبل أبل) تحت الاسم المشفر «ماجل» (وهو اسم ماجل باريت، الممثلة التي مثلت صوت حواسيب ستار تريك).

في 27 يونيو 2012، تم تقديم جوجل ناو رسميا بمناسبة إعلان خروج نسخة أندرويد 4.1 في مؤتمر جوجل آي/أو.

في مايو 2013، أصبح تطبيق جوجل ناو متوفرا على أجهزة نظام آي أو إس التابع لشركة أبل وذلك من النسخة آي أو إس 6 وما بعدها.

## مقالات ذات صلة
- جوجل

## وصلات خارجية
- الموقع الرسمي